# Allegiant Stadium

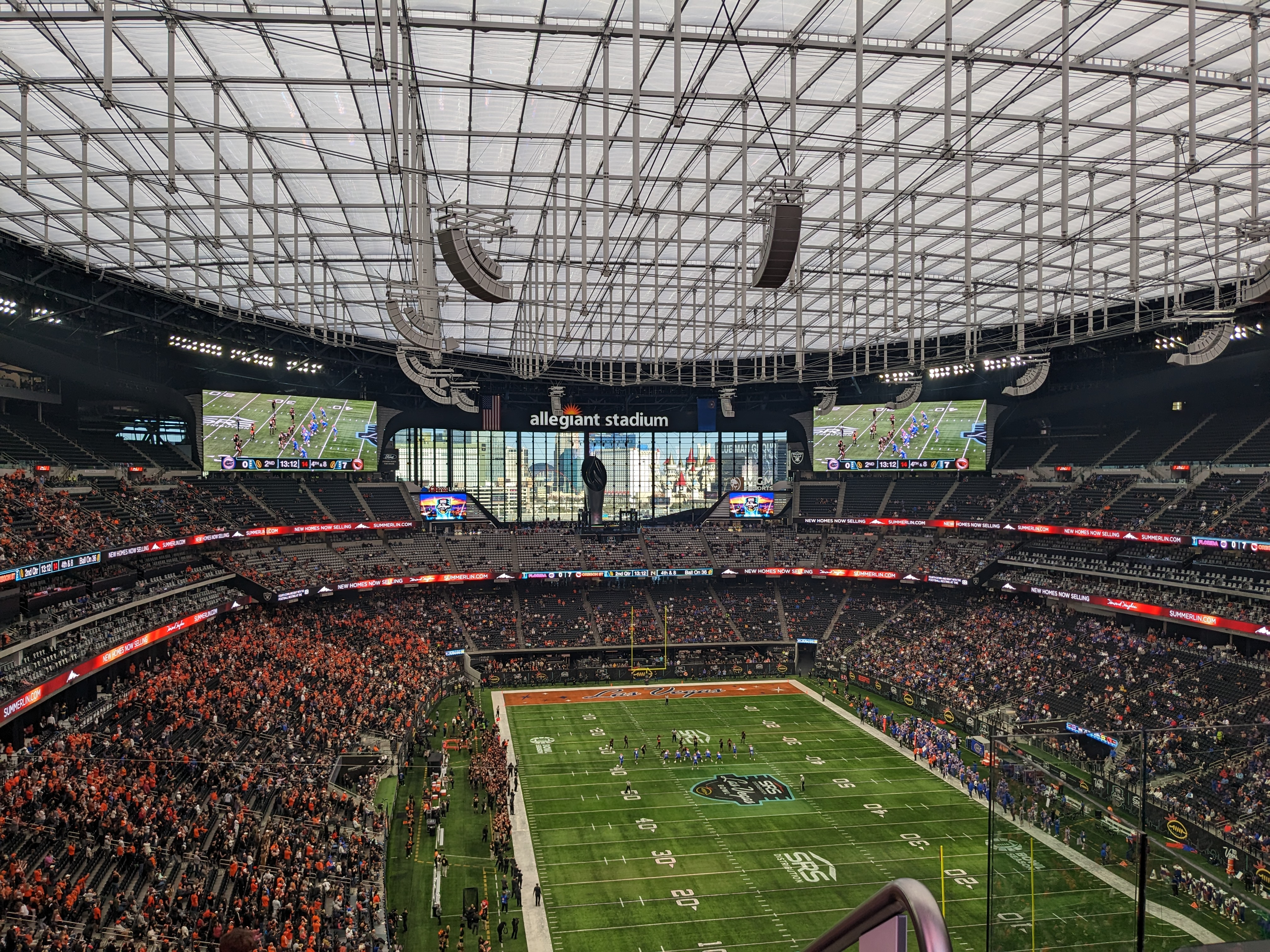
Interior do estádio durante o Las Vegas Bowl de 2022.

O Allegiant Stadium é um estádio fechado, localizado em Paradise, Nevada, na região oeste dos Estados Unidos. Passou a ser, desde 2020, a casa do Las Vegas Raiders, da National Football League (NFL), e também do time de futebol americano da Universidade de Nevada (UNLV). Está localizado a 62 acres a oeste de Mandalay Bay e da Las Vegas Freeway. Ao custo de US$ 1,8 bilhões de dólares, sua construção começou em 18 de setembro de 2017 e terminou em 31 de julho de 2020, antes da temporada da NFL começar.
Sua operação está nas mãos da AEG Facilities e sua arquitetura ficou a cargo das empresas MANICA Architecture e HNTB. 
Sua capacidade total é de 65 000 pagantes, podendo ainda expandir para 72 000 se necessário.
Foi a sede do Super Bowl LVIII, recebeu três partidas da Copa América de 2024 e recebeu a WrestleMania 41 nos dias 19 e 20 de abril de 2025. Receberá a WrestleMania 42 em 18 e 19 de abril de 2026.